# 十二花仙
十二花仙，又称十二花神，是中国民间信仰中12种花的对应仙女总称，其形象为12位身穿汉服的美丽女子。十二花仙有多种不同的版本，其中多以唐宋女性历史人物作为守护神，如杨贵妃、江采萍等。
十二花分别为：一月梅花、二月杏花、三月桃花、四月牡丹、五月石榴花、六月荷花、七月蜀葵、八月桂花、九月菊花、十月木芙蓉、十一月山茶、十二月水仙。
随着近年汉服运动崛起，尤其在花朝节期间，更有汉服爱好者打扮成十二花仙的模样。